# Feldhockey-Weltmeisterschaft der Herren 2014
Die 13. Feldhockey-Weltmeisterschaft der Herren wurde vom 31. Mai bis zum 15. Juni 2014 im Kyocera Stadion in Den Haag ausgetragen. Es traten zwölf Nationalmannschaften in zunächst zwei Gruppen und danach in Platzierungsspielen gegeneinander an. Insgesamt wurden 38 Länderspiele absolviert.
Weltmeister wurde zum dritten Mal die Australische Nationalmannschaft, die es damit als dritte Nation nach Pakistan (1982) und Deutschland (2006) schaffte, den Titel zu verteidigen.

## Qualifikation
Neben dem Gastgeber Niederlande waren die fünf amtierenden Kontinentalmeister teilnahmeberechtigt.
| Asien    | Amerika     | Afrika    | Ozeanien   | Europa      |
| -------- | ----------- | --------- | ---------- | ----------- |
| Südkorea | Argentinien | Südafrika | Australien | Deutschland |

Außerdem qualifizierten sich die sechs bestplatzierten Mannschaften der 3. Runde der Hockey Weltliga (Belgien, England, Indien, Malaysia, Neuseeland, Spanien) im Juni 2013.

## Gruppen
Die Gruppen wurden nach der Weltrangliste des Welthockeyverbandes FIH eingeteilt.
| Gruppe A       | Gruppe B         |
| Australien (1) | Deutschland (2)  |
| England (4)    | Niederlande (3)  |
| Belgien (5)    | Neuseeland (6)   |
| Indien (8)     | Südkorea (7)     |
| Spanien (10)   | Argentinien (11) |
| Malaysia (13)  | Südafrika (12)   |

In Klammern sind die Platzierungen in der Weltrangliste der FIH (Sahara Men's World Rankings) zur Zeit der Gruppeneinteilung angegeben.

## Spielplan

### Gruppenphase
Für die Reihenfolge in der Tabelle zählen bei internationalen Turnieren:
1. Punkte
2. Siege
3. Tordifferenz
4. eigene Tore
5. Ergebnisse untereinander
6. ggf. 7-m-Schießen

#### Gruppe A
| Rang | Land       | Spiele | Tore  | Differenz | Siege | Punkte |
| ---- | ---------- | ------ | ----- | --------- | ----- | ------ |
| 1    | Australien | 5      | 19:1  | + 18      | 5     | 15     |
| 2    | England    | 5      | 8:9   | - 1       | 3     | 10     |
| 3    | Belgien    | 5      | 17:12 | +5        | 3     | 9      |
| 4    | Spanien    | 5      | 9:12  | - 3       | 1     | 5      |
| 5    | Indien     | 5      | 7:12  | - 5       | 1     | 4      |
| 6    | Malaysia   | 5      | 6:20  | - 14      | 0     | 0      |

| Datum – Uhrzeit      | Mannschaft 1 | Mannschaft 2 | Ergebnis  |
| -------------------- | ------------ | ------------ | --------- |
| 31. Mai 2014 - 10:30 | Australien   | Malaysia     | 4:0 (1:0) |
| 31. Mai 2014 - 16:00 | Belgien      | Indien       | 3:2 (1:0) |
| 31. Mai 2014 - 17:30 | England      | Spanien      | 1:1 (1:0) |
| 2. Juni 2014 - 13:00 | Australien   | Spanien      | 3:0 (3:0) |
| 2. Juni 2014 - 16:00 | England      | Indien       | 2:1 (1:1) |
| 2. Juni 2014 - 17:30 | Malaysia     | Belgien      | 2:6 (2:3) |
| 5. Juni 2014 - 13:00 | Malaysia     | England      | 0:2 (0:1) |
| 5. Juni 2014 - 16:00 | Belgien      | Australien   | 1:3 (0:2) |
| 5. Juni 2014 - 17:30 | Indien       | Spanien      | 1:1 (1:1) |
| 7. Juni 2014 - 13:00 | Spanien      | Belgien      | 2:5 (0:3) |
| 7. Juni 2014 - 14:30 | Indien       | Malaysia     | 3:2 (1:0) |
| 7. Juni 2014 - 16:00 | England      | Australien   | 0:5 (0:4) |
| 9. Juni 2014 - 13:00 | Australien   | Indien       | 4:0 (4:0) |
| 9. Juni 2014 - 14:30 | Spanien      | Malaysia     | 5:2 (2:1) |
| 9. Juni 2014 - 19:45 | Belgien      | England      | 2:3 (1:1) |

#### Gruppe B
| Rang | Land        | Spiele | Tore  | Differenz | Siege | Punkte |
| ---- | ----------- | ------ | ----- | --------- | ----- | ------ |
| 1    | Niederlande | 5      | 14:4  | + 10      | 4     | 13     |
| 2    | Argentinien | 5      | 15:5  | + 10      | 4     | 12     |
| 3    | Deutschland | 5      | 15:6  | + 9       | 3     | 9      |
| 4    | Neuseeland  | 5      | 12:10 | + 2       | 2     | 7      |
| 5    | Südkorea    | 5      | 3:15  | - 12      | 0     | 1      |
| 6    | Südafrika   | 5      | 2:21  | -19       | 0     | 1      |

| Datum – Uhrzeit       | Mannschaft 1 | Mannschaft 2 | Ergebnis  |
| --------------------- | ------------ | ------------ | --------- |
| 1. Juni 2014 - 10:30  | Deutschland  | Südafrika    | 4:0 (2:0) |
| 1. Juni 2014 - 16:00  | Niederlande  | Argentinien  | 3:1 (1:1) |
| 1. Juni 2014 - 17:30  | Neuseeland   | Südkorea     | 2:1 (1:0) |
| 3. Juni 2014 - 14:30  | Südafrika    | Neuseeland   | 0:5 (0:3) |
| 3. Juni 2014 - 16:00  | Deutschland  | Argentinien  | 0:1 (0:1) |
| 3. Juni 2014 - 19:45  | Niederlande  | Südkorea     | 2:1 (1:1) |
| 6. Juni 2014 - 13:00  | Neuseeland   | Argentinien  | 1:3 (0:0) |
| 6. Juni 2014 - 17:30  | Südkorea     | Südafrika    | 0:0       |
| 6. Juni 2014 - 19:45  | Deutschland  | Niederlande  | 0:1 (0:1) |
| 8. Juni 2014 - 10:30  | Neuseeland   | Deutschland  | 3:5 (1:3) |
| 8. Juni 2014 - 13:00  | Südkorea     | Argentinien  | 0:5 (0:4) |
| 8. Juni 2014 - 19:45  | Südafrika    | Niederlande  | 1:7 (0:4) |
| 10. Juni 2014 - 10:30 | Argentinien  | Südafrika    | 5:1 (2:0) |
| 10. Juni 2014 - 13:00 | Deutschland  | Südkorea     | 6:1 (3:0) |
| 10. Juni 2014 - 19:45 | Neuseeland   | Niederlande  | 1:1 (0:1) |

### Platzierungsspiele

#### Spiel um Platz 11
| Datum – Uhrzeit       | 6. Gruppe A | 6. Gruppe B | Ergebnis  |
| --------------------- | ----------- | ----------- | --------- |
| 12. Juni 2014 - 13:30 | Malaysia    | Südafrika   | 2:6 (1:0) |

#### Spiel um Platz 9
| Datum – Uhrzeit       | 5. Gruppe A | 5. Gruppe B | Ergebnis  |
| --------------------- | ----------- | ----------- | --------- |
| 14. Juni 2014 - 08:00 | Indien      | Südkorea    | 3:0 (1:0) |

#### Spiel um Platz 7
| Datum – Uhrzeit       | 4. Gruppe A | 4. Gruppe B | Ergebnis             |
| --------------------- | ----------- | ----------- | -------------------- |
| 15. Juni 2014 - 08:00 | Spanien     | Neuseeland  | 2:5 n. P. (1:1, 0:1) |

#### Spiel um Platz 5
| Datum – Uhrzeit       | 3. Gruppe A | 3. Gruppe B | Ergebnis  |
| --------------------- | ----------- | ----------- | --------- |
| 15. Juni 2014 - 10:15 | Belgien     | Deutschland | 4:2 (1:1) |

### Finalspiele
|  | Halbfinale            | Halbfinale            | Halbfinale            |                       |                       | Finale                | Finale                | Finale                |
|  |                       |                       |                       |                       |                       |                       |                       |                       |
|  | 13. Juni 2014 – 18:00 |                       |                       |                       |                       |                       |                       |                       |
|  |                       | Australien            | 5 (3)                 |                       |                       | 15. Juni 2014 – 15:15 | 15. Juni 2014 – 15:15 | 15. Juni 2014 – 15:15 |
|  |                       | Argentinien           | 1 (0)                 |                       |                       |                       | Niederlande           | 1 (1)                 |
|  |                       |                       |                       |                       |                       |                       | Australien            | 6 (2)                 |
|  |                       |                       |                       |                       |                       |                       |                       |                       |
|  | 13. Juni 2014 – 15:15 | 13. Juni 2014 – 15:15 | 13. Juni 2014 – 15:15 | Spiel um Platz 3      | Spiel um Platz 3      | Spiel um Platz 3      |                       |                       |
|  |                       | Niederlande           | 1 (1)                 | 15. Juni 2014 – 12:30 | 15. Juni 2014 – 12:30 | 15. Juni 2014 – 12:30 |                       |                       |
|  |                       | England               | 0                     |                       |                       |                       | England               | 0                     |
|  |                       |                       |                       |                       |                       |                       | Argentinien           | 2 (0)                 |
|  |                       |                       |                       |                       |                       |                       |                       |                       |

## Endklassement
| Platz | Land        |
| ----- | ----------- |
| 1     | Australien  |
| 2     | Niederlande |
| 3     | Argentinien |
| 4     | England     |
| 5     | Belgien     |
| 6     | Deutschland |
| 7     | Neuseeland  |
| 8     | Spanien     |
| 9     | Indien      |
| 10    | Südkorea    |
| 11    | Südafrika   |
| 12    | Malaysia    |

## Medaillengewinner
| Platz | Land        | Sportler |
| ----- | ----------- | --- |
| 1     | Australien  | Andrew Charter, Jamie Dwyer, Liam de Young, Simon Orchard, Glenn Turner, Chris Ciriello, Robert Hammond, Mark Knowles, Eddie Ockenden, Jake Whetton, Matt Gohdes, Aran Zalewski, Tim Deavin, Matthew Swann, Kieran Govers, Fergus Kavanagh, Jeremy Hayward, Tyler Lovell                                            |
| 2     | Niederlande | Jaap Stockmann, Floris van der Linden, Klaas Vermeulen, Marcel Balkestein, Wouter Jolie, Billy Bakker, Valentin Verga, Jeroen Hertzberger, Robbert Kemperman, Sander Baart, Jelle Galema, Rogier Hofman, Sander de Wijn, Robert van der Horst, Seve van Ass, Constantijn Jonker, Mink van der Weerden, Pirmin Blaak |
| 3     | Argentinien | Juan Manuel Vivaldi, Gonzalo Peillat, Juan Gilardi, Pedro Ibarra, Lucas Rey, Pablo Trevisan, Matías Paredes, Joaquín Menini, Lucas Vila, Lucas Martinez, Guillermo Schickendantz, Juan Martín López, Guido Barreiros, Matías Rey, Manuel Brunet, Agustín Mazzilli, Lucas Rossi, Agustin Abratte                     |